# Edgar Rice Burroughs, Inc.
Edgar Rice Burroughs, Inc. — американская компания, основанная в 1923 году писателем Эдгаром Райсом Берроузом. Она является владельцем прав на книги Берроуза, а также на таких персонажей, как Тарзан и Джон Картер с Марса. В настоящее время компания принадлежит семье Берроуза, штаб-квартира находится в Калифорнии, в городе Тарзана.
Берроуз был одним из первых авторов, оформивших свои авторские права.